# Gasteria vlokii
Gasteria vlokii là một loài thực vật có hoa trong họ Măng tây. Loài này được van Jaarsv. mô tả khoa học đầu tiên năm 1987.

## Hình ảnh

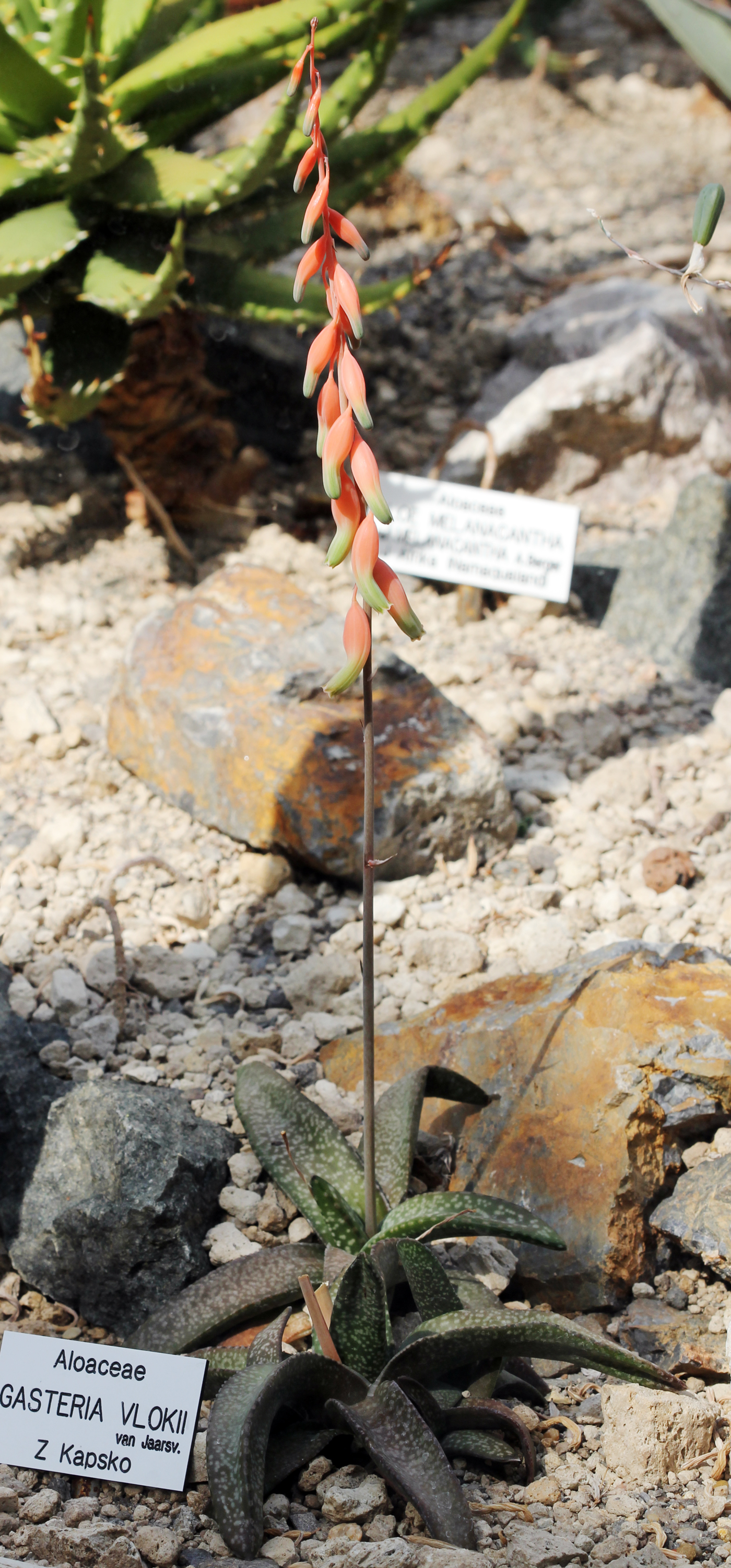
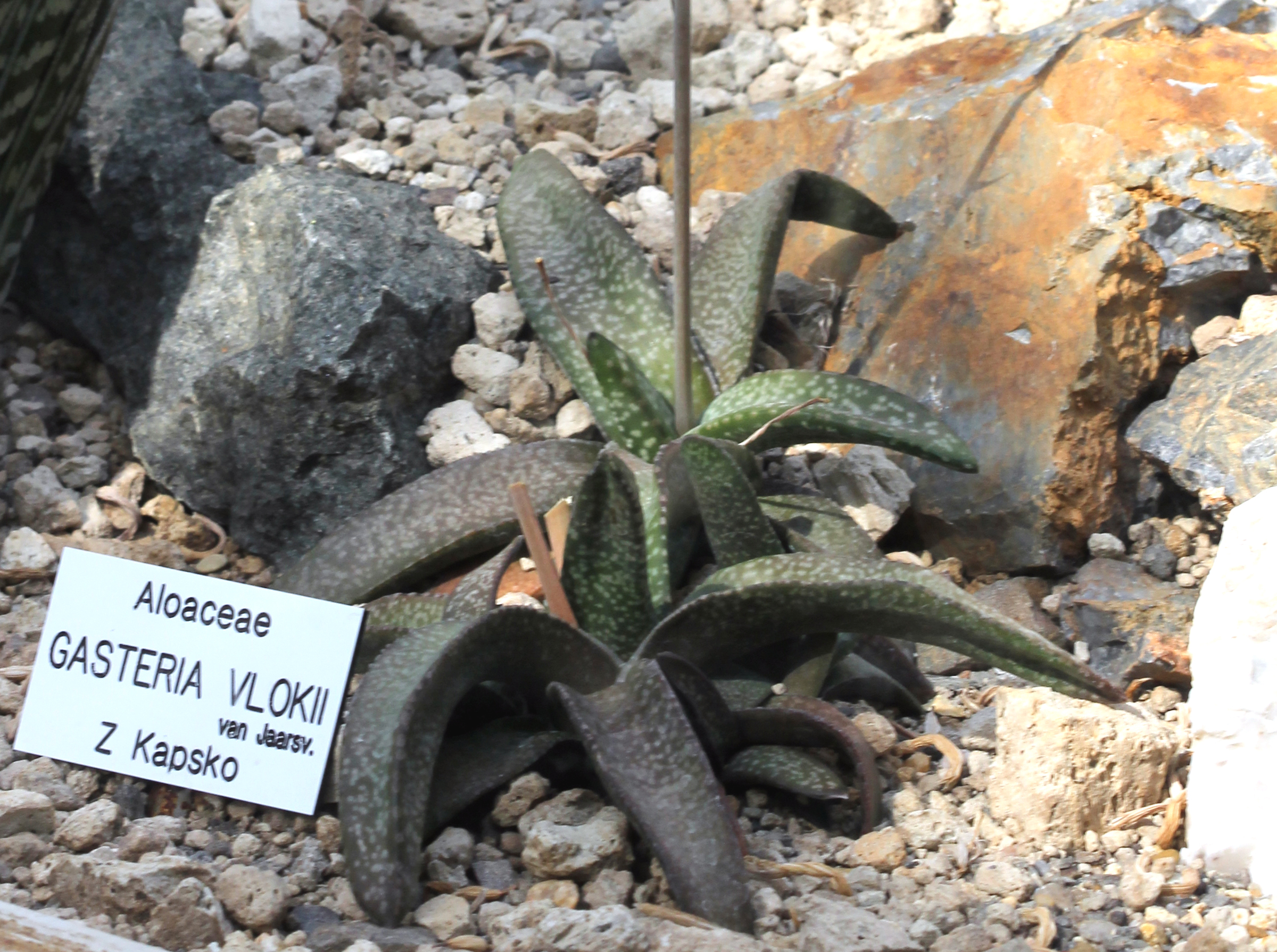
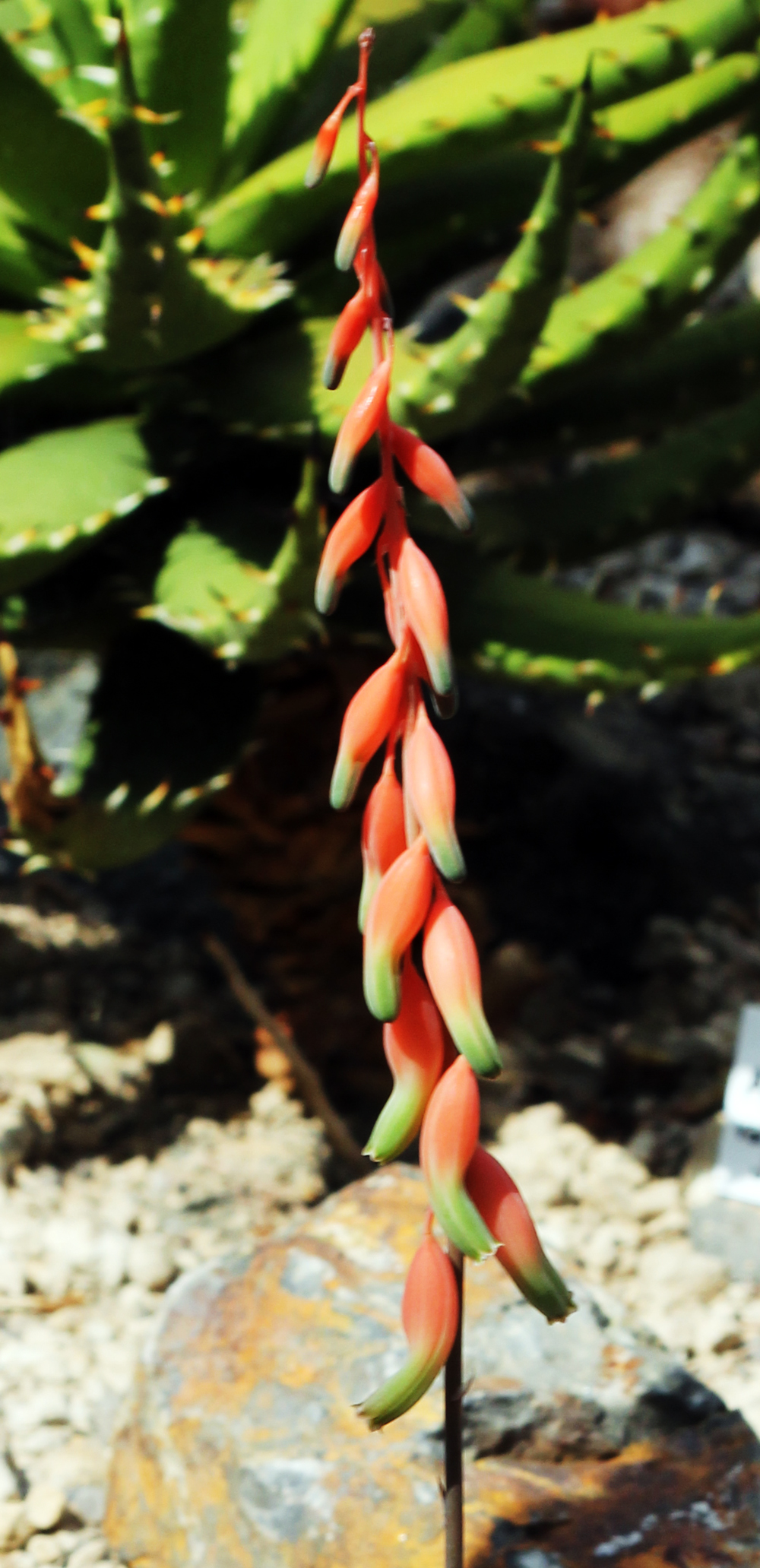